# Saint-Martin-du-Lac
Saint-Martin-du-Lac is een gemeente in het Franse departement Saône-et-Loire (regio Bourgogne-Franche-Comté) en telt 238 inwoners (1999). De plaats maakt deel uit van het arrondissement Charolles.

## Geografie
De oppervlakte van Saint-Martin-du-Lac bedraagt 13,6 km², de bevolkingsdichtheid is 17,5 inwoners per km².
De onderstaande kaart toont de ligging van Saint-Martin-du-Lac met de belangrijkste infrastructuur en aangrenzende gemeenten.

## Demografie
Onderstaande figuur toont het verloop van het inwonertal (bron: INSEE-tellingen).